# Exchange4linux

POP3 Einstellungen

„neuer Ordner“

Rechte zuweisen

exchange4linux war eine Groupwarelösung, die E-Mail- und Webmailserverdienste, gemeinsames Adressbuch, Kalender, Notizen und Aufgaben anbot. Dank nahtloser Outlookintegration arbeiteten Werkzeuge von Drittherstellern wie „PDA-sync“ oder „Duplicates Remover for Outlook“ ohne Probleme. exchange4linux wurde als Alternative zu Microsoft Exchange oder Microsoft Small Business Server konzipiert.
Das Open-Source-Projekt exchange4linux wurde von der Neuberger & Hughes GmbH in Plochingen entwickelt. Die Entwicklung wurde im Zuge der Kooperation von Neuberger & Hughes und Zarafa eingestellt.
exchange4linux server suite 3.x, die kommerzielle Version von exchange4linux, beinhaltete alle Merkmale der Open-Source-Lösung, eine webbasierte Administrationsoberfläche, Support und Software Maintenance. Optional erhältlich ist die Kaspersky-Viruswall und der Easy PDF Service.

## Technologie
exchange4linux bot Groupwarefunktionalität durch die Verbindung des Linux-basierten Servers mit Outlook-Clients. Die Kommunikation zwischen Server und Client basiert auf der freien SWAP-Technologie. Simple Workgroup Access Protocol verbessert die Handhabung und Verfügbarkeit von Informationen. Es konnte genutzt werden um Workgroupdaten auszutauschen, eigene Webfrontends zu entwerfen oder Konnektoren für andere Workgroup-Clients zu entwickeln.
Outlook-Clients können sich praktisch von überall via VPN oder HTTPS mit dem exchange4linux-Server verbinden.
exchange4linux gab es als „easy-to-install“-ISO-Abbild oder als Quelltext.

## Funktionen
- Adressbuch, Kalender, Notizen und Aufgaben gemeinsam nutzen
- Persönliche und öffentliche Outlook-Ordner
- Volle „Offline-Folder“-Funktionalität
- Zugriffsrechte für jeden Benutzer und Ordner konfigurierbar
- Termineinladung und volle Frei/Gebucht-Unterstützung
- E-Mail mit POP / IMAP oder Webmail
- PDA-Synchronisation
- Spamfilter / Spamblocker
- Autoresponder für jeden Benutzer
- Dateiserver
- Faxserver (ISDN-Fax-Karte erforderlich)

optional
- Antivirus-Dienst
- Easy-PDF-Dienst
- Helpdesk & Support